# Gešer (2019)
Gešer (hebrejsky גשר‎, doslova Most) byla liberální a centristická politická strana v Izraeli, kterou v prosinci 2018 založila bývalá poslankyně Knesetu za stranu Jisra'el bejtenu Orly Levy. Strana se zaměřovala především na ekonomické otázky a otázky životních nákladů. Název strany odkazuje na stranu, kterou založil otec Orly David Levy.

## Historie
Levy působila během 20. Knesetu za stranu Jisra'el bejtenu, ovšem po jmenování čtvrté vlády Benjamina Netanjahua ze strany vystoupila, protože navzdory svému dobrému umístění na kandidátce nebyla zvolena na ministerský post. Nejprve zůstala oficiálně členkou strany, později však byla z kandidátky strany odstraněna. Levy byla uznána za nezávislou poslankyni Knesetu. V březnu 2017 Levy oznámila svůj záměr založit pro volby novou stranu.
Strana byla založena v prosinci 2018, několik dní po vyhlášení voleb v dubnu 2019. Strana se pokusila kandidovat společně se stranou Binjamina Gance Chosen le-Jisra'el, ovšem po neúspěšných jednáních prohlásila, že bude kandidovat samostatně.
Dne 18. července 2019, před volbami v září 2019, se strana dohodla na vytvoření volebního spojenectví se Stranou práce.
Pro volby v březnu 2020 se Gešer a Strana práce sjednotila s Merecem kvůli obavám, že ani jedna ze stran nepřekročí hranici 3,25 % nutnou pro vstup do Knesetu. Dne 17. března 2020 Levy požádala, aby jí bylo umožněno vystoupit ze spojenectví se Stranou práce a Merecem. Ukončení spojenectví bylo schváleno 23. března. V následujících volbách v roce 2021 kandidovala Orly Levy za Likud poté, co jí strana přidělila 26. místo na kandidátce, díky čemuž si udržela mandát v Knesetu.

## Předsedové
| Předseda | Předseda  | Nástup do úřadu |
| -------- | --------- | --------------- |
|          | Orly Levy | 2018            |